# Unfrosted - Storia di uno snack americano
Unfrosted - Storia di uno snack americano (Unfrosted) è un film del 2024 scritto e diretto da Jerry Seinfeld.

## Trama
Nel Michigan del 1963, la Kellogg's e la Post, aziende rivali sul mercato, si sfidano per creare un dolce pre-confezionato che potrebbe cambiare il modo di fare colazione.

## Distribuzione
Il film è stato distribuito sulla piattaforma Netflix il 3 maggio 2024.

## Riconoscimenti
- 2024 - Primetime Emmy Awards[3]
  - Candidatura per migliore film per la televisione